# Agu Casmir
Agu Casmir, né le 23 mars 1984 à Lagos au Nigeria, est un ancien footballeur international singapourien. Il évoluait au poste d'attaquant.

## Biographie

### Carrière en équipe nationale
Agu Casmir joue son premier match en équipe nationale en 2004. Il marque son premier doublé en sélection, le 13 décembre 2004 contre le Laos (victoire 6-2). Il reçoit sa dernière sélection, le 11 septembre 2012 contre la Birmanie (1-1).
Au total, il compte 42 sélections officielles et 14 buts en équipe de Singapour entre 2004 et 2012.

## Palmarès

### En club
- Avec le Gombak United :
  - Vainqueur de la Coupe de la Ligue de Singapour en 2008

- Avec les Warriors FC :
  - Champion de Singapour en 2014

### En sélection nationale
- Vainqueur du Championnat d'Asie du Sud-Est en 2004

### Distinctions personnelles
- Meilleur buteur du Championnat d'Asie du Sud-Est en 2008 (4 buts)

## Statistiques

### Buts en sélection
Le tableau suivant liste les résultats de tous les buts inscrits par Agu Casmir avec l'équipe de Singapour.